# Carlos Sarmiento
Carlos Sarmiento (San Juan, 11 de mayo de 1861 - Zárate, 14 de enero de 1915) fue un militar y político argentino, que ocupó el cargo de gobernador de la provincia de San Juan entre 1908 y 1911.

## Biografía
Ingresó al Colegio Militar de la Nación en 1874 y egresó en 1880 como oficial de artillería. Su carrera fue eminentemente burocrática: fue profesor en el Colegio Militar, en 1885 fue el primer jefe del Regimiento de Artillería de Costas y más tarde fue jefe del Regimiento N.º 3 de Artillería, y fue secretario privado del ministro de Guerra, Luis María Campos.
En 1893 y 1894 obtuvo una notoriedad inusitada: había participado de una compre y venta fraudulentas de terrenos en la localidad de Chacabuco (Buenos Aires), y el interventor federal de la provincia de Buenos Aires, Lucio Vicente López, había anulado ambas operaciones. El coronel Sarmiento fue sometido a juicio, su caso llegó a los titulares de los diarios, y fue arrestado en la ciudad de La Plata. En cuanto fue puesto en libertad, publicó por la prensa una carta acusatoria contra López, que ya había dejado su cargo de interventor federal. Tras la respuesta pública de López, Sarmiento lo retó a duelo. El duelo de pistolas se produjo el 28 de diciembre de 1894, y terminó con la muerte de Lucio Vicente López, historiador, escritor y nieto de Vicente López y Planes. Tras una breve investigación procesal, Sarmiento no fue siquiera imputado. y salió en libertad.
Pasó a retiro militar en 1905, radicándose en su provincia natal. Allí fundó el Partido Popular, un desprendimiento del Partido Autonomista Nacional.
Tras varias semanas de preparación, en la madrugada del 7 de junio de 1907 dirigió una revolución contra el gobernador Manuel José Godoy, a quien había apoyado para llegar al gobierno, y a quien acusaba de haber traicionado sus acuerdos. Unido a los líderes de la oposición, y con la ayuda de milicianos uruguayos que habían participado en las revueltas de Aparicio Saravia, y pese a que la policía ya había identificado a muchos de los dirigentes, la revolución terminó por vencer con un costo de 16 muertos. El regimiento que estaba apostado en la plaza central de la ciudad se había limitado a observar. Una reunión de partidarios en esa misma plaza nombró para gobernar la provincia a un triunvirato presidido por el coronel Sarmiento. Pero el gobierno nacional lo consideró un usurpador, decretó la intervención federal de la provincia y el  doctor Cornelio Moyano Gacitúa, ministro de la Suprema Corte de Justicia de la Nación, asumió el Poder Ejecutivo provincial el 15 de febrero.
En las elecciones convocadas por Moyano Gacitúa triunfaron los revolucionarios, y el coronel Sarmiento fue elegido senador nacional.
Al año siguiente se celebraron elecciones de gobernador, y Carlos Sarmiento fue elegido para el cargo; asumió en mayo de 1908, acompañado como vicegobernador por Saturnino de Oro; pero éste falleció el 18 de marzo de 1909. El gobernador convocó a elecciones para elegir al nuevo vicegobernador, en las cuales resultó triunfante Eleodoro Sánchez, que completó el período hasta mayo de 1911.
En marzo de 1909, el gobernador debió enfrentar una gran movilización en su contra, organizada por varios líderes locales, entre ellos antiguos colaboradores del exgobernador Moyano, así como miembros del comité revolucionario que lo había derrocado. Un enorme mitin exigió que se prorrogara el presupuesto provincial del año anterior, y ante la falta de respuesta del gobierno, una huelga de varios días y el incumplimiento masivo del pago de impuestos forzaron a Sarmiento a moderar los aumentos.
Convencido de que su deber era hacer grandes obras públicas, contrató un empréstito externo e inició la construcción del Teatro Coliseo, el Parque de Mayo, el Palacio de Tribunales y algunas otras obras de infraestructura urbana. También realizó un censo de población muy detallado, y festejó ostentosamente el Centenario de la Revolución de Mayo. Fue también el fundador del departamento Sarmiento y de su cabecera, la localidad de Media Agua.
Al bajar de su cargo de gobernador optó por no permanecer en San Juan, radicándose en la ciudad de Zárate, en la provincia de Buenos Aires. Allí fue brevemente nombrado intendente, y allí falleció en el año 1915, aunque otras fuentes afirman que falleció en San Juan.